# نبرد کان
نبرد برای کان نبردی است در جنگ جهانی دوم که در تاریخ ۶ ژوئن تا ۶ اوت سال ۱۹۴۴ در نرماندی و در شهر کان و اطراف آن میان ارتش متفقین و ارتش آلمان نازی صورت گرفت.